# سپر شورش

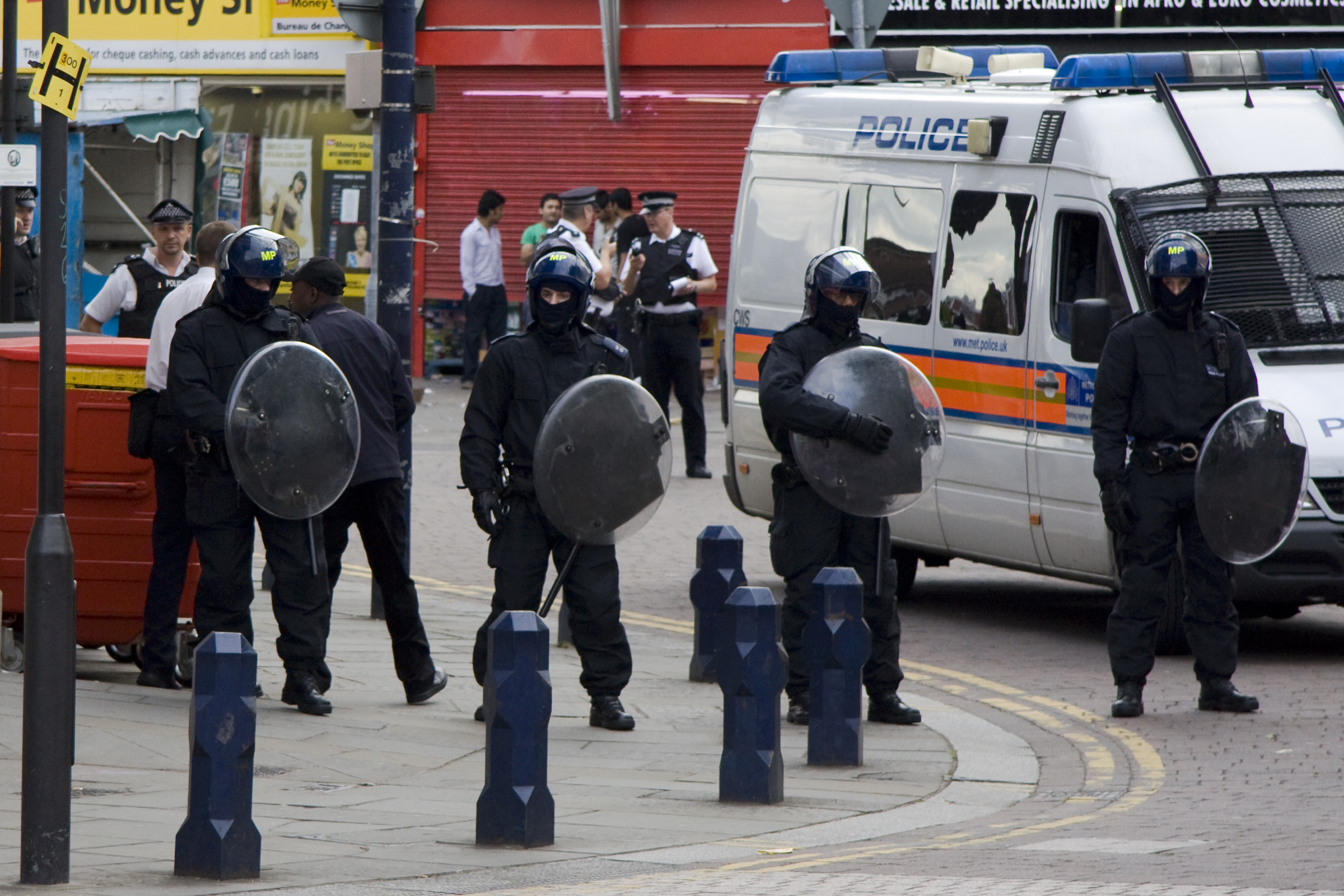
پلیس‌های انگلستان در مقابل شورش مردم با سپر ایستاده‌اند.

سپر شورش (به انگلیسی: Riot shield) یک جنگ‌افزار ضدشورش و یک سلاح دفاعی برای کنترل شورش است که پلیس‌های ضد شورش از آن استفاده می‌کنند. سپر شورش از جمله تجهیزات سبک و مقاوم در دست نیروهای شورش می‌باشند که جنس غالب آن‌ها پلی کربنات می‌باشد.
اندازه آن‌ها طوری است که می‌تواند از بالای سر تا زانوها را بپوشاند، علت اینکه پایین زانو هارا آزاد گذاشته‌اند برای راحتی در حرکت و راه رفتن است که
سپر دخالتی در ان نداشته باشد و مانع نشود. اغلب در برابر گلوله‌هایی با سرعت کم مانند گلوله‌های ساچمه ای مقاوم هستند، اما همه دارای این خاصیت نیستند.
به‌طور کلی یک سپر شورش باید در مقابل گلوله‌های ساچمه ای و ضربات وارد شده از چوب یا میله‌های آهنی و ترکش‌های سلاح‌هایی مانند کوکتل مولوتف
مقاوم باشد.